# ماپوسا
ماپوسا (به انگلیسی: Mapusa) یک زیستگاه انسانی در هند است که در گوای شمالی واقع شده‌است.

## خصوصیات
ماپوسا  ۴۰٬۱۲۲ نفر جمعیت دارد و ۱۵ متر بالاتر از سطح دریا واقع شده‌است.